# D'entre les morts
D'entre les morts est un roman policier écrit par les auteurs Boileau-Narcejac, paru chez Denoël en 1954. Le roman est réédité plusieurs fois sous le titre Sueurs froides dès la sortie en 1958 du film d'Alfred Hitchcock ainsi titré.  Le titre Sueurs froides est toutefois suivi du titre original entre parenthèses dans les éditions plus récentes du roman, notamment aux éditions Gallimard, dans la collection Folio policier no 70 en 1999. 
Le roman présente quelques similitudes avec le récit expérimental Bruges-la-Morte de Georges Rodenbach, paru en 1892.

## Résumé
L'histoire se déroule en France, durant la Seconde Guerre mondiale. Flavières, ancien inspecteur de police, est approché par Gevigne, un ancien camarade devenu homme d'affaires, qui lui demande de surveiller sa femme, Madeleine, sous prétexte que cette dernière se comporte de façon étrange. En outre, elle a des antécédents familiaux, car une femme de sa famille, Pauline Lagerlac, profondément mystique, s'est suicidée autrefois, à l'âge qu'a maintenant Madeleine. Flavières, qui n'est pas sans éprouver une certaine attirance pour cette dernière, dont il va s'éprendre petit à petit, découvre la prenant en filature qu'elle se rend sur la tombe de Pauline Lagerlac. Lors d'une promenade, Madeleine s'arrête devant une église. Flavières, en proie au vertige, ne pourra empêcher son suicide quand elle se jette dans le vide du haut d'un clocher. Cette expérience dramatique pousse Flavières, qui a sombré dans l'alcool, hors de Paris, alors même que les Allemands entament leur offensive dans les Ardennes. 
En 1945, lorsque la France est libérée, Flavières revient à Paris. Tiraillé par le souvenir de Madeleine, obsédé par la vision de sa mort, hanté par sa présence, son quotidien se transforme vite en enfer. Alors que Flavières se refuse à accepter la mort de celle qu'il a aimée, Madeleine réapparaît. S'ensuit une quête éperdue de cette femme qui viendra à bout de sa raison et dont la découverte de la vérité ne le laissera pas indemne.

## Adaptation cinématographique
En 1957, le cinéaste anglo-américain Alfred Hitchcock s'en inspire et le film, qui s'est appelé From Among the Dead six mois avant sa sortie, a finalement paru sur les écrans américains sous le titre Vertigo en juin 1958, et en France sous le titre Sueurs froides. Hitchcock n'a cependant pas strictement calqué son scénario sur le livre des deux auteurs français, l'action de Vertigo se déroulant à San Francisco. 

## Source
- Jean Tulard, Dictionnaire du roman policier : 1841-2005. Auteurs, personnages, œuvres, thèmes, collections, éditeurs, Paris, Fayard, 2005, 768 p. (ISBN 978-2-915793-51-2, OCLC 62533410), p. 209.